# Leeroy Owusu
Leeroy Owusu, né le 13 août 1996 à Purmerend aux Pays-Bas, est un footballeur néerlandais qui évolue au poste d'arrière droit à l'Odense BK.

## Biographie

### En club
Né à Purmerend aux Pays-Bas, Leeroy Owusu est formé par le Ajax Amsterdam. Il joue son premier match en professionnel le 30 juin 2016 avec Jong Ajax, lors d'une rencontre de championnat face au SC Telstar. En novembre 2014, il prolonge son contrat avec l'Ajax jusqu'en 2019.